# Thomas Helwys
Thomas Helwys, né en 1550 à Gainsborough, Angleterre et mort en 1616, est un pasteur chrétien baptiste anglais et l'un des principaux fondateurs du christianisme baptiste au XVIIe siècle, ainsi qu'un défenseur de la liberté religieuse. 

## Biographie
Helwys nait en 1550 à Gainsborough, en Angleterre, d'Edmund et Margaret Helwys qui étaient des descendants d'une ancienne famille normande qui possédait des terres . Edmund avait vendu ses propriétés dans le Lincolnshire et Northamptonshire et avait pris un bail à Broxtowe Hall. En 1590, quand son père est mort, Helwys prend le contrôle de la succession. En 1593, il laisse le soin de la succession à un des amis de son père et commence des études de droit à Gray's Inn, l'une des quatre écoles de droit (Inns of Court) de Londres.  Après avoir terminé ses études en 1593, Thomas a passé quelque temps dans la capitale.
Helwys épouse Joan Ashmore à l’église St-Martin de Bilborough, en 1595. Ils ont eu sept enfants au cours des douze prochaines années et vivent au Broxtowe Hall. Pendant ce temps, la maison de Helwys est devenue un refuge pour les premiers puritains, l'un des nombreux groupes de dissidents anglais de l’Église anglicane. Helwys développe un lien étroit avec des dissidents, comme John Smyth en 1600. Helwys et sa femme deviennent des membres engagés de la congrégation de Smyth dans Gainsborough. Les soixante ou soixante-dix séparatistes de Gainsborough ont été autorisés à se réunir en secret à Gainsborough Old Hall, par le propriétaire de l'hôtel de Sir William Hickman. Les autorités de l'Église d’Angleterre ne tolèrent plus les puritains. En 1607, la Haute Cour de la Commission ecclésiastique a décidé de sévir contre le groupe dissident de Gainsborough et une autre à Scrooby.

### Ministère
En 1607, il émigre aux Pays-Bas à Amsterdam avec un groupe de croyants et son ami John Smyth . Il est un des leaders de la fondation de la première église baptiste en 1609 .  En 1611, il publie la première confession de foi baptiste Une déclaration de foi du peuple anglais (A Declaration of Faith of English People) . Helwys et d'autres croyants se séparent de Smyth en raison de certains différents sur la christologie .  Il retourne en Angleterre en 1612, pour fonder une église baptiste générale à Spitalfields, à l’est de Londres .  Cette même année, il publie Une courte déclaration sur le Mystère de l'iniquité, une critique du  brownisme, du puritanisme et de la papauté. Cet ouvrage est un des premiers plaidoyers pour la liberté religieuse en Angleterre et au pays de Galles. Pour Helwys, la liberté religieuse est un droit pour tous. Dans cet ouvrage, il affirme que même le pouvoir de la monarchie dépend de Dieu. H. Leon McBeth relate dans ouvrage The Baptist Heritage: Four Centuries of Baptist Witness que : « Apparemment Helwys tenta de présenter une copie des Mystères à Jacques Ier d'Angleterre en personne. Échouant, il envoya au roi une copie autographiée... ». Il rappela à Jacques Ier qu'il était lui aussi mortel, « poussière et cendres » comme le reste d'entre nous, sans aucun pouvoir sur les âmes immortelles de ses sujets. Jacques Ier d'Angleterre réagit en l'envoyant en prison, où il demeura jusqu'à sa mort, en 1616.